# Kofferraumauskleidung
Kofferraumauskleidungen dienen dem zusätzlichen Schutz gegen Verschmutzung oder Abnutzung des Kofferraums eines PKW. Sie kommen in Ergänzung der werksseitigen Auskleidung eines Kofferraums mit Teppich, Kunstfasergewebe o. Ä. vor allem dann zum Einsatz, wenn Kofferraumwannen oder Kofferraummatten nicht genug Schutz bieten oder zu unflexibel sind. Kofferraumauskleidungen lassen sich in der Regel mit geringem Aufwand wieder ausbauen und reinigen.
Eine Kofferraumauskleidung kommt häufig bei Tierhaltern oder bei Handwerkern zum Einsatz, da hier eine besonders hohe Beanspruchung des Kofferraums vorliegt. Die meisten Kofferraumauskleidungen sind grob an die Maße der verschiedenen Pkw-Modelle angepasst, es gibt jedoch auch speziell an einzelne Pkw-Modelle angepasste Lösungen. Diese werden direkt vom Hersteller oder von spezialisierten Zubehör-Herstellern angeboten.

## Varianten
Kofferraumauskleidungen bestehen oftmals aus leicht zu reinigenden PVC. Die Eigenschaften des PVC ermöglichen es den Auskleidungen, sich so an die Innenwände des Kofferraums anzupassen. 
Alternativ gibt es auch Kunststoff- oder Gummiauskleidungen, die hauptsächlich den Boden des Kofferraums schützen, aber durch erhöhte Kanten auch einen Teil der Innenwände sichern und durch die Materialeigenschaften eine Anti-Rutsch- und flüssigkeitsabweisende Wirkung beinhalten. 
Einige Kofferraumauskleidungen bieten auch Funktionserweiterungen wie einen Stoßstangenschutz oder die Möglichkeit, die Rücksitzbank zu teilen, um trotz der Auskleidung Flexibilität für den PKW-Halter zu ermöglichen.